# Rastrellamento

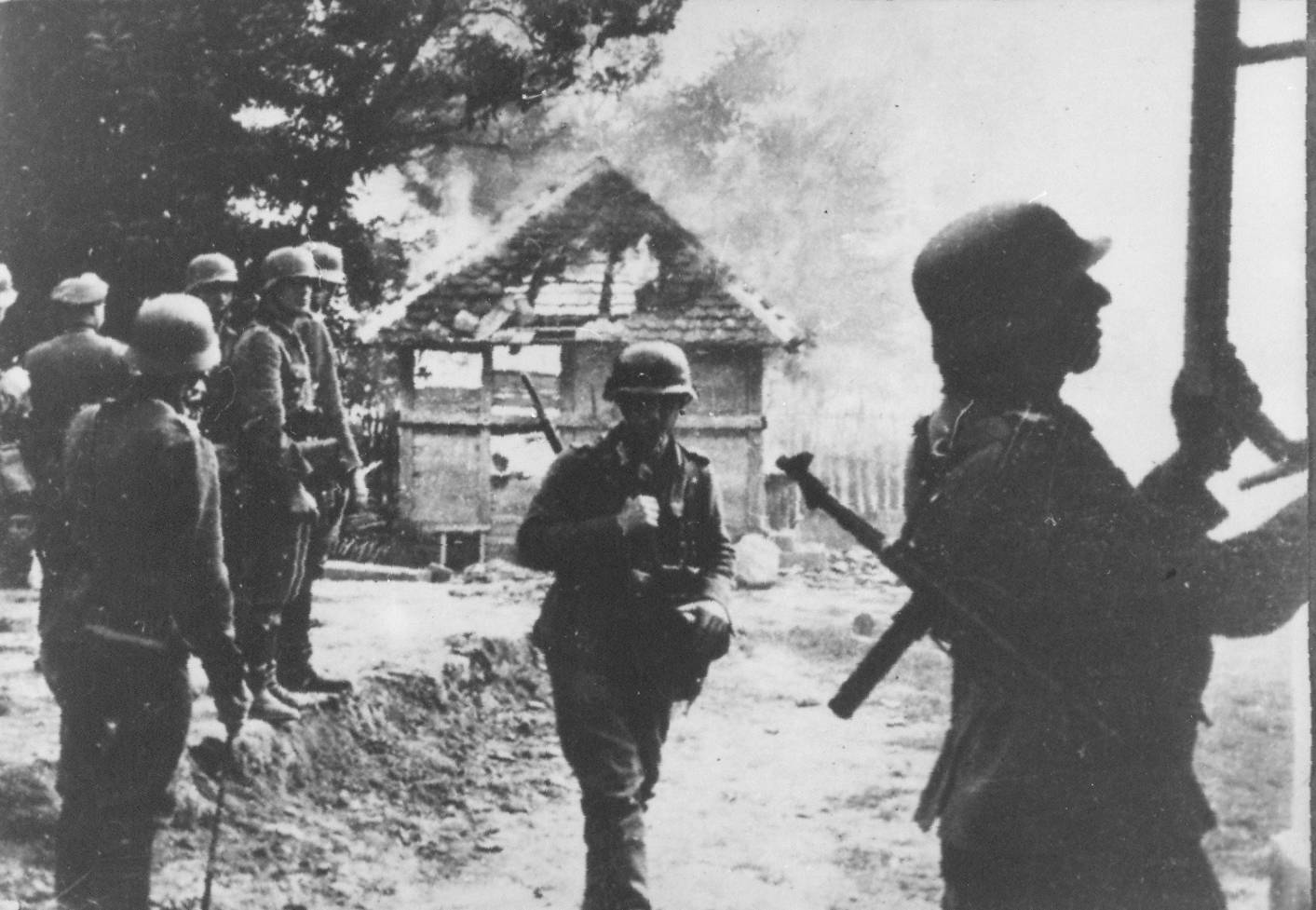
Truppe della 342. Infanterie-Division in un rastrellamento in Serbia nell'autunno 1941.

Il rastrellamento, nel lessico militare, indica una manovra condotta da una certa quantità di veicoli e/o di soldati, avanzando da diverse direzioni in un'area specifica verso zone di combattimento, durante la quale si effettua una perquisizione dei luoghi interessati e quindi si va alla ricerca di persone e/o oggetti.
I rastrellamenti, che possono avvenire con eventuale supporto di artiglieria, divennero molto frequenti durante la seconda guerra mondiale, ed erano operazione militari vere e proprie che dovevano sorprendere anche in maniera violenta il nemico. Essi avevano lo scopo di ridurre il nemico in piccoli gruppi, in modo tale da essere più facilmente circondati.
In Italia vennero rese tristemente note, per quanto riguarda i rastrellamenti effettuati, le forze nazi-fasciste che avevano lo scopo di eliminare i partigiani che si nascondevano in piccoli villaggi o case isolate nelle colline. Questi ultimi risposero però con tecniche di guerriglia, ovvero il suddividere le forze in piccole unità.